# 群馬県道342号川内堤線
群馬県道342号川内堤線（ぐんまけんどう 342ごう かわうちつつみせん）は群馬県桐生市川内町から同市堤町に至る一般県道である。

## 路線データ
- 起点：桐生市川内町五丁目[1]（群馬県道338号駒形大間々線〈川内町五丁目交差点〉）
- 終点：桐生市堤町（群馬県道3号前橋大間々桐生線交点〈堤町3丁目交差点〉）[注釈 1]

## 歴史
- 1959年（昭和34年）9月18日：群馬県より現・道路法に基づき、県道川内西堤線（桐生市川内町 - 同市西堤町、整理番号158）として路線認定される[2]。
  - 同時に、前身路線にあたる県道桐生停車場川内線（桐生停車場 - 桐生市川内町、整理番号87）が路線廃止される[3]。

## 交差する道路
- 群馬県道338号駒形大間々線 - 起点
- 群馬県道3号前橋大間々桐生線 - 終点